# Paradise Lost 2: Revelations
Paradise Lost 2: Revelations es un documental estadounidense del año 2000 dirigido por Joe Berlinger y Bruce Sinofsky. Es la secuela de Paradise Lost: The Child Murders at Robin Hood Hills y se centra en la apelación que hizo uno de los condenados como culpables del asesinato de tres niños en West Memphis (Arkansas).

## Descripción
El documental se centra, entre otras cosas, en la apelación que Damien Echols interpuso contra la sentencia que lo condenó como uno de los responsables del asesinato de tres niños en la localidad de West Memphis (Arkansas). Echols, quien fue condenado a la pena de muerte, sostuvo que sus abogados en el primer juicio no fueron lo suficientemente diligentes. Los documentalistas entrevistaron tanto a los condenados como a sus familias.
Los documentalistas también entrevistaron a un grupo de personas que contactaron a través de Internet luego de ver el primer documental, creando un grupo de apoyo a los jóvenes que según ellos fueron condenados injustamente. La repercusión del primer documental hizo que los condenados fueran conocidos como "los tres de West Memphis". También entrevistaron a John Mark Byers, padre de una de las víctimas que surgió como uno de los sospechosos del crimen en el documental anterior. Fue el único familiar de las víctimas que aceptó ser entrevistado en este documental.
El abogado de la defensa, Dan Stidham, contrató a un perito para que lo ayudara en la apelación, quien le hizo notar que una de las víctimas tenía una lesión similar a una mordedura. La defensa, convencida de que efectivamente eran marcas de dientes, buscó aplicar ese razonamiento ante el tribunal para poder probar la inocencia de los condenados. Los tres jóvenes se sometieron a una prueba para verificar si sus dentaduras correspondían a las marcas de la víctima, y ninguna coincidió. Sin embargo, la fiscalía sostuvo que la lesión no correspondía a una mordedura, sino que a la marca de una hebilla de cinturón.
John Mark Byers volvió a surgir como sospechoso del crimen en este documental. Aunque el grupo de apoyo a los condenados le sugirió hacerse una prueba para ver si su dentadura coincidía con la lesión que se encontró en una de las víctimas, Byers sostuvo que esto no era posible, ya que tenía una dentadura postiza desde antes de los asesinatos. Para disipar las sospechas, Byers se sometió a un detector de mentiras, pasando la prueba.
Al final del documental se informa que la apelación de Damien Echols fue rechazada, y que solo quedaba pendiente la apelación que hizo a un habeas corpus federal.

## Producción
La banda de heavy metal Metallica aceptó que se utilizaran algunas de sus canciones en el documental. Debido a la repercusión mediática que provocó el primer documental, las cámaras fueron prohibidas durante las audiencias de apelación del caso.
El filme tuvo una secuela, Paradise Lost 3: Purgatory, que fue nominada a un premio Óscar en la categoría de mejor documental. Se realizó además un cuarto documental acerca del caso, titulado West of Memphis.